# 長距離揚聲裝置

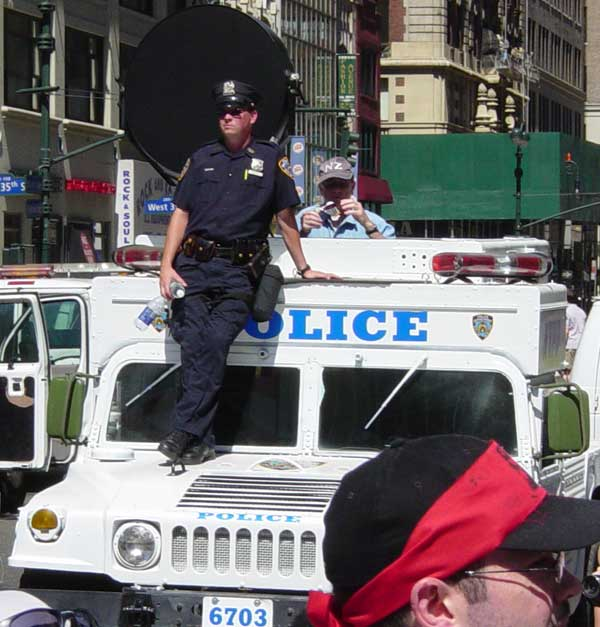
纽约市警察局的人站在LRAD上

長距離揚聲裝置（俗稱音波炮；英文：Long Range Acoustic Device，縮寫：LRAD）為聲波武器的一種，能夠發出比較一般揚聲器長距離，而且可以具有傷害性的大音量聲波，被執法機構用於向群眾發出警告，以至作為防暴用途，於軍事上亦有被作為長距離通訊、驅逐及干擾等。
長距離揚聲裝置由美國LRAD公司於2004年研究及成功製造，運作猶如一般揚聲器，因應型號不同，其所能夠發出的聲浪及傳送距離不同，範圍介乎500米至3公里，聲量介乎135至152分貝。多個軍事及警察單位均有配備長距離揚聲裝置配件，作為廣播或防暴用途。

## 採用
巴西
 加拿大：警察單位
 智利
 
 
 香港：警務處機動部隊及談判組
 印度：德里警察
 以色列：國防部
 日本
 波蘭：警察單位
 新加坡：武裝部隊
 西班牙：加泰隆尼亞警隊
 泰國
 英国：國防部
 美国：美國海軍、美國警察
 越南